# Amphicnaeia lepida
Amphicnaeia lepida là một loài bọ cánh cứng trong họ Cerambycidae.